# 爱是妥协
是一部发行于2003年的美国电影，导演南茜·迈耶斯，主演杰克·尼科尔森、黛安·基顿和基努·里维斯。

## 剧情
哈利·桑伯恩（Harry Sanborn）是一位有钱的纽约音乐制作人，虽然年龄过半百，但是精神奕奕，喜欢寻花问蝶，追求年轻貌美的女孩。他和新欢玛琳·巴里（Marin Barry）一起前往玛琳母亲的海滨别墅，他的人生从此改变。
玛琳母亲艾丽卡·巴里（Erica Barry）是一个成功的剧作家，喜欢独处，哈利和玛琳的到来让她大吃一惊。在一顿尴尬的晚餐后，哈利突然心脏病发作并送往医院。年轻英俊的医生朱利安·默塞尔（Julian Mercer），告诉哈利要安心静养一段时间，哈里只好留下来和艾丽卡在一起。
很快，他们坠入爱河，然而两人性格完全不同，艾丽卡喜欢单身而独立，哈利喜欢不停地追寻新的猎物和体验。这时朱利安也爱上了艾丽卡，而玛琳察觉哈利爱上她母亲后和哈利断绝了关系。哈利的病情渐渐好转意味着离开艾丽卡的日子临近了。在痛苦的考虑后，他决定回家。
期间，玛琳得到了她的父亲、艾丽卡的前夫即将结婚的消息。虽然艾丽卡对这个消息毫不在意，而玛琳却很不开心，她说服母亲和自己一起去探望父亲和他的新太太。共进晚餐的时候，艾丽卡看到哈利和一个女子坐在另一张桌子，大为震动，突然发现自己在心里还是爱着哈里。哈利发现了艾丽卡并解释那个女子只是一个普通朋友而已。在争论中，哈利觉得自己的心脏病似乎再度发作，在医院被告知是心理紧张，但是需要休息。医生对哈利说，她是不会让她的父亲在心脏病发作后独自外出了，从而巧妙地点醒哈里的年龄。
艾丽卡伤心地回到家里，冷静下来后，她意识到发生在自己身上的故事是非常好的戏剧题材，决定将它写成一个新的剧本。在和一个女演员的午餐中，哈里听到她正在参加一部戏的试角，并描绘那部戏是多么有趣。哈里意识到这部戏正是讲述自己的时候，愤慨之极，他冲到排练场看到了艾丽卡。他们彼此的伤害已经太深，艾丽卡让哈里继续过他的生活。
6个月后的巴黎，艾丽卡和她的新男友朱利安共度生日。哈利出现在餐馆，因为他们以前有一个约定，要到这里度过生日。两人再见面时，意识到双方还是深深相爱，但是朱利安在一边，他们没有机会将心里话告诉对方。
当哈利欣赏独自夜色中的巴黎时，艾丽卡搭出租车来到他的身边，他们相互拥抱。影片在一年半后纽约的一家餐馆结束，艾丽卡、哈利、玛琳以及玛琳的丈夫孩子外出就餐，一家人其乐融融。

## 演员
- 哈利·桑伯恩（杰克·尼科尔森扮演），一个年老的有钱的纽约商人，拥有一家全球第二大嘻哈音乐制作公司。
- 艾丽卡·巴里（黛安·基顿扮演），玛琳母亲，一个离婚，成功的剧作家。
- 朱利安·默塞尔（基努·里维斯扮演），一个年轻的医生。
- 玛琳·巴里（阿曼达·皮特扮演），一个年轻漂亮的拍卖师。

## 幕后故事
在这部浪漫喜剧拍摄的时候，主演尼科尔森和基顿分别是66岁和57岁，二十世纪福斯影片公司认为主演的年纪太大，而不愿意投资该影片。基顿在接受《妇女家庭杂志》的采访时说：“像我和杰克这个年龄的人爱得更深，更充满热情，因为他们已经经历了太多。他们有很多的激情和希望，为什么他们不能恋爱？为什么电影不能表现这些？”该片在北美票房收入为1.25亿美金。美国著名影评人罗杰·埃伯特撰文写道：“尼科尔森和基顿给他们的角色带入了自己的感受、知识和幽默，这是我们从未希望能在银幕上看到的。”

## 奖项

### 获奖
金球奖：
- 最佳女主角奖-喜剧与音乐剧类 （黛安·基顿）

美国国家电影评论会：
- 最佳女主角奖（黛安·基顿）

卫星奖：
- 喜剧与音乐剧类最佳女演员奖（黛安·基顿）

### 提名
奥斯卡：
- 奥斯卡最佳女主角 （黛安·基顿）

金球奖：
- 最佳男主角奖-喜剧与音乐剧类 （杰克·尼科尔森）

## 外部連結
- 互联网电影数据库（IMDb）上《爱是妥协》的资料（英文）
- 黛安·基顿关于影片《爱是妥协》接受采访 （页面存档备份，存于）
- 《爱是妥协》剧情介绍 （页面存档备份，存于）